# Шахе
Шахе (рус. Шахе; адиг. Шэхэ) малена је река која протиче преко територије Сочинског округа Краснодарског краја, на југозападу Руске Федерације.
Свој ток започиње на обронцима планине Велика Чура, на крајњем западном делу Великог Кавказа, на надморској висини од 1718 метара. Тече у смеру запада и улива се у Црно море код насеља Головинка. Са дужином тока од 59 км друга је по величини река у припадајућем округу, одмах после Мзимте. Површина њеног басена је око 553 км², а просечан проток око 28 м³/с. Максималан водостај има у зимском делу године, током новембра и децембра. 
У горњем делу тока Шахе је типична планинска река, са великим падом и бројним брзацима и водопоадима, док у доњем делу тока формира наплавну равницу ширине око 0,6 км. Њене најважније притоке су Ажу са десне и Бзич са леве стране. 
У средњем делу њеног тока, на потоку Џегош налази се бројни водопади, познати под именом 33 водопада (Џегошки водопади), популарно туристичко одредиште тог подручја. Код села Солох су 1901. подигнуте прве плантаже чаја.